# Соториос
Соториос (англ. Sothoryos) — один из вымышленных континентов во вселенной, где происходит действие фантастической саги Джорджа Мартина «Песнь льда и огня» и её экранизаций.
Согласно Мартину, Соториос лежит за Летним морем, к югу от Эссоса и к юго-востоку от Вестероса. Джордж Мартин в 2002 году описал его как «южный континент, приблизительно похожий на Африку, покрытый джунглями, охваченный чумой и в значительной степени неисследованный». В «Танце с драконами» упоминаются болота Соториоса, тиковые деревья, которые используются для строительства кораблей. На северный берег континента и прилегающие к нему острова совершаются пиратские набеги, сопровождаемые захватом рабов (жертвой одного из таких рейдов стала в детстве Миссандея). Упоминаются болезни, характерные для Соториоса, «толстые и волосатые» обезьяны, «тигрокожие полулюди из джунглей Сотороса». Последние, по словам Мартина, — чистой воды фантазия, не имеющая никаких исторических параллелей. Когда-то в Соториосе существовали великие цивилизации, но во времена, о которых пишет Мартин, от них остались только развалины городов.
Жители Вестероса и Эссоса знакомы только с северной частью Соториоса. Они понимают, что этот материк очень велик, но точными данными о его размерах не владеют. Джейнара Белейрис верхом на драконе совершила однажды путешествие на юг, но вернулась через три года, так и не достигнув края земли.
Вдоль северного побережья Соториоса рассыпана сеть небольших торговых факторий. Упоминается великая река Замойос, которая течёт вглубь материка, в Зелёное Пекло.
Геологи Сиднейского и Мельбурнского университетов смоделировали движение тектонических плит, которое могло привести к образованию Соториоса.